# Calvaire de Quéven
Le calvaire de cimetière de Quéven est situé rue du docteur Dieny, au bourg de Quéven dans le Morbihan.

## Historique
Le calvaire de Quéven fait l’objet d’une inscription au titre des monuments historiques depuis le 19 juillet 1937.
Les personnages sculptés sont attribués à Roland Doré, avant 1660. Il comprenait autrefois deux travées supportant au total seize personnages, dos à dos. Seuls cinq ont été préservés, les autres ont été détruits lors des bombardements du 7 au 18 août 1944.

## Architecture
De chaque côté de la croix, deux groupes de statues. Une inscription latine est gravée sur le fût I [Jésus] Maria.

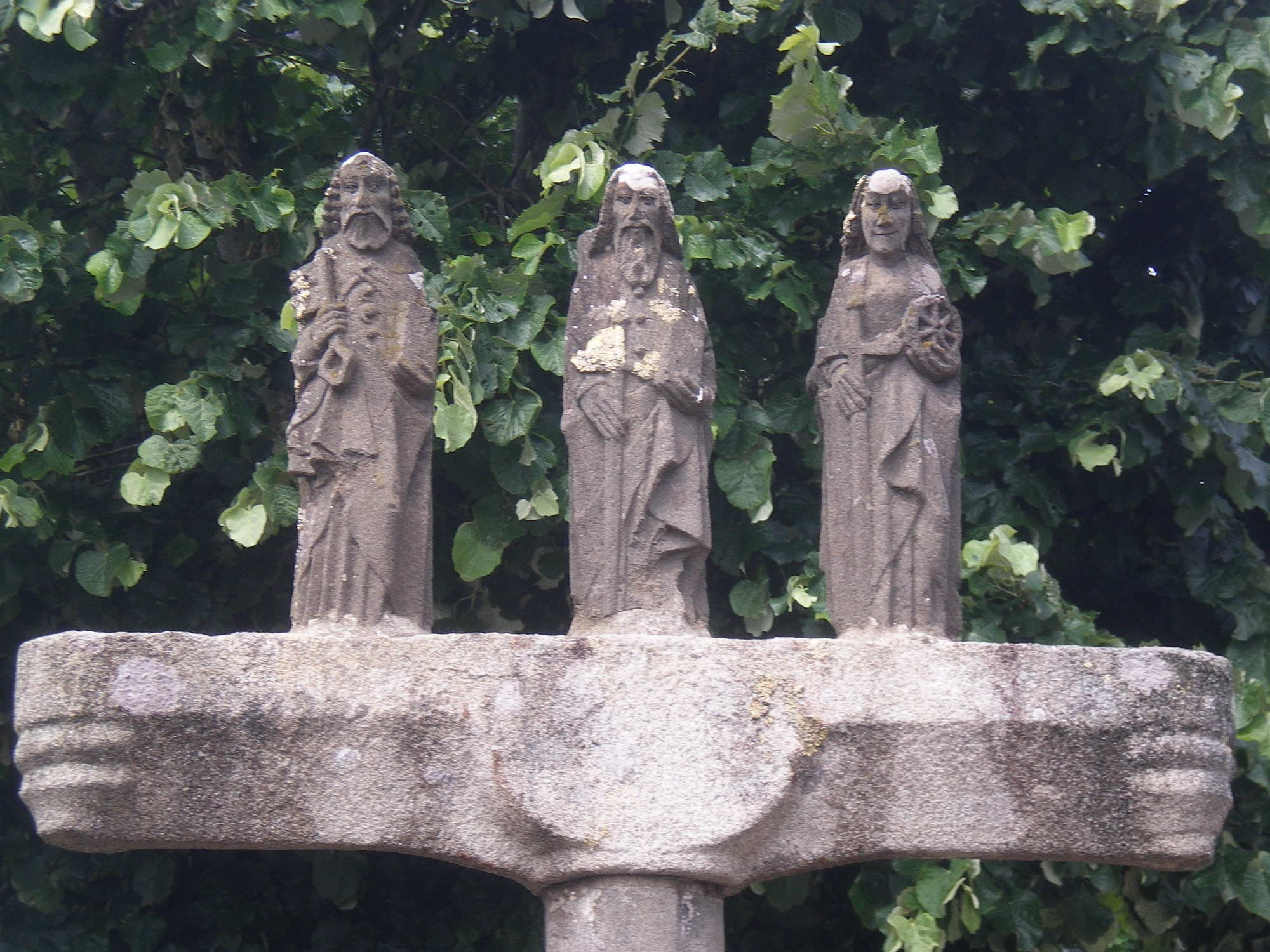
Détail des statues côté Est : saint Pierre, saint Paul et probablement sainte Catherine d'Alexandrie.
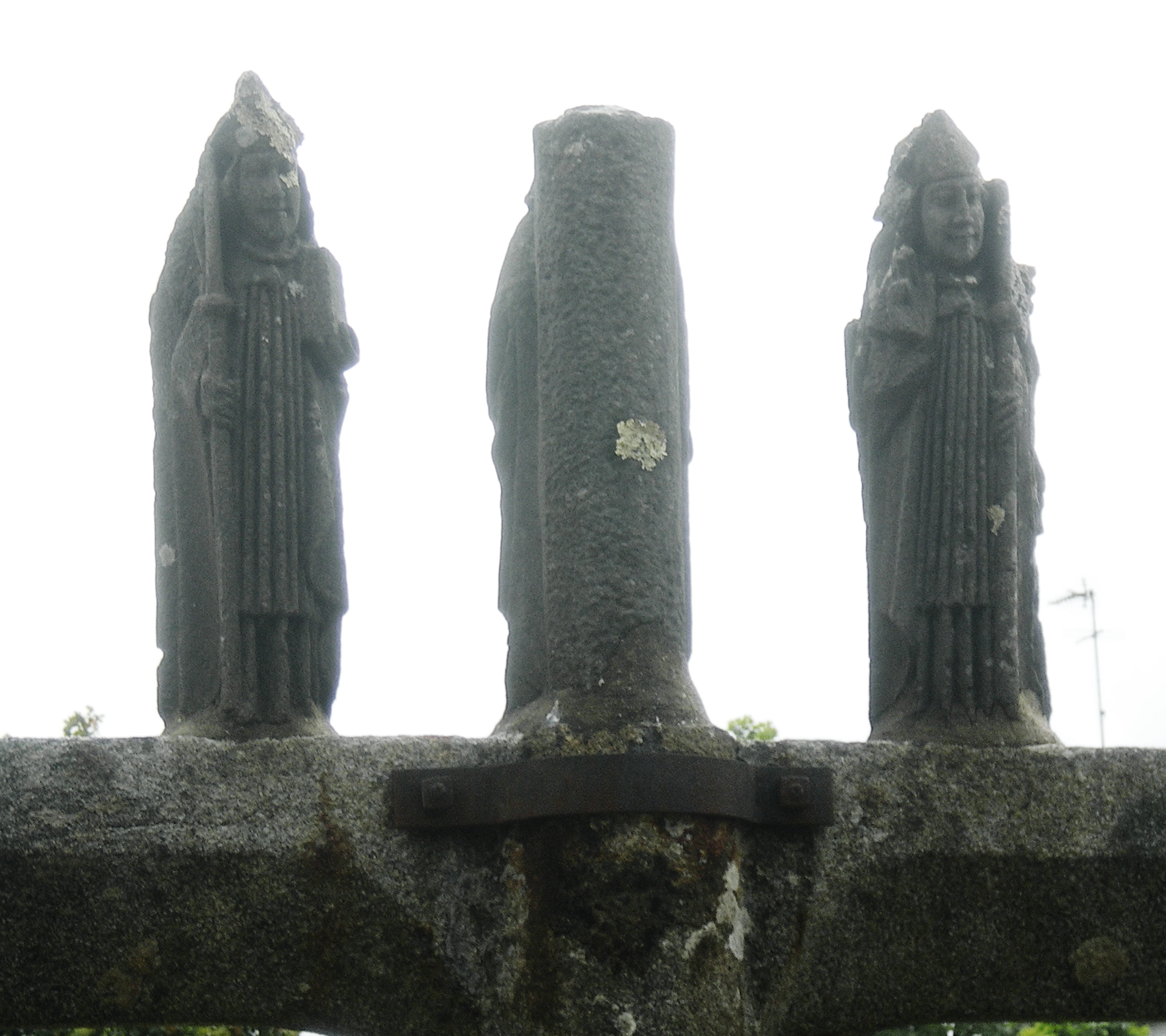
Détail des statues côté Ouest : deux évêques.